# アッルーリ・シータラーマ・ラージュ
アッルーリ・シータラーマ・ラージュ（英語：Alluri Sitarama Raju、テルグ語：అల్లూరి సీతారామరాజు、1897年または1898年7月4日 - 1924年5月7日）は、インドの革命家。アッルーリ・シータラーム・ラージュとも表記される。
現在のアーンドラ・プラデーシュ州に生まれたラージュは、イギリスによる植民地支配に対抗して、アディヴァシ（先住民）らを率い、あるいは各地で味方につけながら、ゲリラ的な武装蜂起を展開した。イギリス側は反乱鎮圧のために多額の費用を費やし、特殊部隊を投入した末、2年後にようやくラージュを捕らえた。彼はただちに銃殺刑に処されその短い生涯を終えたが、独立運動を含め後世に影響を与えた。

## 生涯

### 幼少期

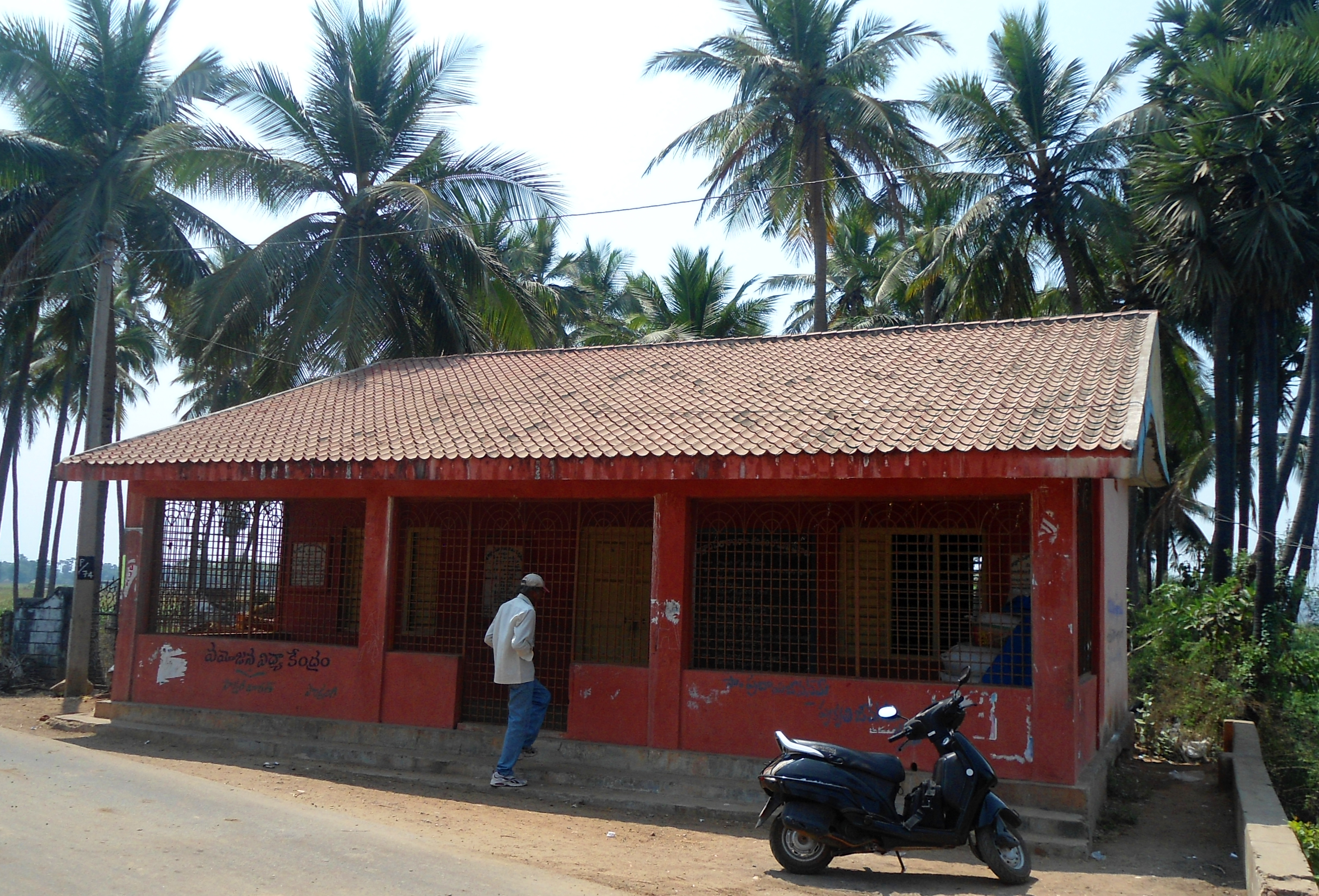
ラージュの生家（アーンドラ・プラデーシュ州）

アッルーリ・シータラーマ・ラージュは、現在のインド、アーンドラ・プラデーシュ州のテルグ語を話す家庭に生まれた。父親のヴェンカタ・ラーマ・ラージュはプロの写真家で、ラーラー・ラージパト・ラーイやバール・ガンガーダル・ティラクといった国民会議派の指導者たちとも親交があった。彼は仕事のためにラージャムンドリーに居を構えた。母親のスーリヤ・ナラヤナムマは信心深い主婦であった。
生年月日については議論があり、1897年7月4日とする文献もあれば、1898年7月4日とする文献もある。出生地の詳細については、ビーマヴァラム、西ゴーダーヴァリ地区のモガール村など様々な説があったが、より新しい報告によれば、ビーミュニパットナムのPandrangi村が正確な出生地であるとされている。
父親のヴェンカタは奔放で、自尊心にあふれ、自由を愛する人間だった。ある時、幼い息子を叱ったことがある。その理由は、インド人がヨーロッパ人に敬礼し、彼らの優位性を認めるという当時流行していた習慣を実践したためであったという。息子が8歳の時に、彼は亡くなっている。

### 学生時代
ラージュは初等教育を終えるとカキナダの高校に入学した。そこで、後に著名なインドの革命家となるMadduri Annapurnaiah（1899年-1954年）と友人になっている。父親の影響もあって愛国的な考え方を早いうちから持っており、13歳のラージュは、友人からイギリスのジョージ国王の肖像が描かれたバッジをもらうと、1つを除いて全部投げた。それをシャツに留めて、こう言ったという。「これをつければ我々の隷属を誇示することになる。でも僕は、外国の支配者が我々の生活を抑圧していることをみんなに思い起こしてもらうために、シャツの胸の近くの部分に留めたのだ」。
10代のころ寡黙な性格であったラージュは、サニヤスとなる（出家する）ことも考えていたという。15歳の時、母の故郷ヴィシャーカパトナムに移り住み、Mrs. A.V.N. Collegeに入学した。この時期、彼はしばしばヴィシャーカパトナム地方の周縁地域を遠くまで訪れ、そこに住む部族の人々の苦難に触れていた。
またこのころ、彼はある裕福な友人を持ち、その妹シータとプラトニックな愛を育んだ。しかし、彼女は早世してしまう。心を痛めたラージュは、彼女の思い出を永遠にするために、彼女の名前に自分の名前を付けて、シータ・ラーマ・ラージュと名乗るようになった。結局、彼はカレッジを卒業することなく退学した。これまで後見をしてくれていた、西ゴーダーヴァリ地区のナルサプールのテシルダール（tehsildar、土地収益の収集や土地の管理を担当する職員）である叔父のラーマ・クリシュナム・ラージュは、ラージュをナルサプールに連れてきて、地元のテイラー高校に入学させた。しかし、その後彼は学校教育をあきらめ、独学でテルグ語文学、サンスクリット語、ヒンディー語、英語を習得した。後年の報告によると、学業は優秀ではなかったが、18歳でサニヤスとなる前は占星術、薬草学、手相学、馬術に特に興味を持っていたという。

### 指導者への道
指導者としての将来を示唆するエピソードとして、高校時代のラージュは、叔父の馬に乗って遠くの丘陵地帯に赴き、当時イギリスの植民地支配下にあったさまざまな部族が抱える問題に触れる姿がよく見られた。特に、山岳民族であるコヤ族の苦難を目の当たりにして、心を動かされたという。インド国内に旅に出た際には、コルカタで国民会議派の指導者スレンドラナート・バネルジーと会っている。バネルジーの助言もあって聖地巡礼も行い、聖なる川、ガンジス川とゴーダーヴァリ川の源であるガンゴトリとナーシクをはじめ、様々な場所を訪れた。旅を続ける中で、人々の社会経済状況、特に伝統的な部族の状況を見てひどく愕然としたラージュは、イギリスの支配から独立するための運動を起こすことを決意した。彼は1917年、部族民が集住しているゴーダーヴァリ地区近郊のパピの丘に居を構えた。
ラージュは当初、道徳的な才覚と精神力を得るために、さまざまな精神修養を行った。この間、キリスト教の宣教師が山岳民族の中に入って、いかなる手段を使ってでも改宗者を獲得しようと試みるのを、彼は苛立ちをもって見ていた。これを帝国主義を永続させるための一手段と見なしていたためである。彼は、部族民の中で必要最低限のものしか持たない質素な生活を続けていた。差し出されたものの多くは祝福とともに返し、野菜と果物しか口にしなかった。ある種のカリスマ性を持っていた彼は、聖なる力を持った人物としてすぐに部族の間で評判になり、救世主的な地位さえも獲得した。ラージュが薬草学の知識を生かしてマラリアや黒水熱（blackwater fever）の治療を始めたことも、部族民との間の結びつきを強めた。
部族の不満の原因に気付き、問題の解決策を見出すと、ラージュは部族を組織化し、諸権利について教育することを始めた。そして森林・税収管理官、宣教師や警察といった存在による抑圧や暴虐と戦うための準備を進めていく。森林地帯を巡って地形に関する幅広い知識を得たことは、将来的にゲリラ戦の戦術家として活躍する際に役立つことになる。このころ、イギリス当局が先祖代々の土地を召し上げた際、コヤ族のフリーダムファイター（圧政転覆を目指す活動家）の兄弟、マラム・ドーラ（Mallam Dora）とガンタム・ドーラ（Ghantam Dora）がラージュの仲間に加わり、彼の副官となった。
イギリスの圧政に耐え切れず、自由に生きるためには反乱以外に道はないという状況になったとき、ラージュは自然と皆のリーダーに押し上げられた。彼らは、ラージュは「不死身」であり、「矢を空から降らすことができ」、「弾丸が当たらない」などと信じていた。歴史家のデヴィッド・アーノルドは、その著書 "The Rebellious Hillmen: The Gudem-Rampa rising 1839-1924" において、信心深いラージュ自身は決してその肩書を求めなかったにせよ、彼の「ラーマ」という名が部族の人々に、ヒンドゥー教の神「ラーマ」のイメージを喚起させたことを指摘している。また、反乱の宣言には、ヴィシュヌ神の10番目の化身であり、世の終わりに白馬に乗って現れ、人を裁き黄金時代を回復するというカルキの出現が迫っている、と謳われていたという。政府は、60エーカーの肥沃な土地をアーシュラム（ヒンドゥー教の道場）に提供することで彼を取り込もうとしたが、彼はそれを拒否し、民衆の側に立った。こうして1922年に始まった一連の武装蜂起は、ゴーダ―ヴァリ川北側の当該地域の呼び名をとって「ランパ蜂起」（Rampa revolt）と呼ばれる。

### ランパ蜂起 (1922年-1924年)

#### 背景
1882年にマドラス森林法が制定されたことで、森林地域の経済的価値を管理し利用するために、森林内の部族民の自由な移動が制限された。これは伝統的なポドゥ（podu）農法、つまり一定範囲の森林を焼き払って耕作を行い、次々に場所を移動していく焼畑を伴う自給自足の経済に何千年もの間依拠してきた部族民にとって死活問題であった。生き延びるために取り得る主な手段は、政府とその請負業者が道路建設などのために使用するクーリー制度に従事することであったが、これは劣悪な労働環境と非常な低賃金を伴い、屈辱的かつ搾取的なものであった。このポドゥ農法の禁止は、ランパ蜂起だけでなく東インド、南インドにおいて様々な部族民たちが反乱を起こす主要な火種となった。
この法律の制定と同時期、イギリス当局は、それまで平地に住むラージャの徴税人として丘陵地帯の事実上の支配者となっていたムッタダール（muttadars）の伝統的な世襲役割をも弱体化させた。ムッタダールはもはや単なる公務員的な役割を担うにすぎず、重要な権限もなく、自由に税を徴収することもできず、その地位を継承する権利もなくなった。このようにして、かつて対立していたはずの耕作者と徴税人は、植民地権力への不満から広く連携するようになっていた。
ラージュは、部族民のこうした不満を利用して反植民地主義に与した。自分たちの地位の復活を希求する利己的な者たちではなく、彼の大義に共感するムッタダールの怒りに同調したのである。このため、彼の信奉者の多くが部族社会の出身者である一方、かつて彼らを搾取していたはずのムッタダール階級出身の人々もまた、影響力を持って運動に参画していた。ただし多くのムッタダールは、ラージュがより大きな善であると認識していたもののために戦うことについては態度を留保していた。
ラージュは人々の支持を集めるため、禁酒を推進し、植民地裁判をボイコットしてパンチャーヤト（村議会）裁判所が運営する地方司法を支持するなど、非協力運動の側面を取り入れた。非協力運動は1922年初頭に消滅したが、ラージュが丘陵地帯の人々の政治意識と変革への欲求を高めるために、その手法のいくつかを広めたころには、運動は平原地域にまで浸透していた。こうした活動によってラージュは同年2月頃から警察の監視下に置かれたが、彼が武装蜂起を煽るためのカモフラージュとして警察を利用していたことは、運動側にも当局首脳部側にも認識されていなかったようである。
このような背景のもとで武装蜂起は始まった。ただし蜂起の直接的なきっかけを作ったのは、評判の悪い徴税役人が無償で部族民の労働を徴発して林道を建設しようとしたことだったという。

#### 経緯
支持者たちとともに、ラージュは強力かつ強大な戦闘部隊を作り上げた。弓矢や槍といった伝統的な武器を持ち、口笛を吹いたり、太鼓を鳴らしたりして仲間内でメッセージを交換する戦術を用いて、当初はめざましい成功を収めた。しかし、近代的な銃器を持つイギリス人に対しては伝統的な武器があまり役に立たないことを悟ると、敵から武器を取り上げることを最善手と考え、警察署への攻撃を開始した。
1922年8月22日から24日にかけて、ラージュは500人の部隊を率いてチンタパリ（Chintapalli）、クリシュナデヴィペタ（Krishnadevipeta）、ラジャヴォマンギ（Rajavomangi）の警察署を襲撃して略奪を行った。ここでマスケット銃26丁、弾薬2500発、303リー・エンフィールド・ライフル6丁、リボルバー1丁ほか様々な武器を掌中に収めた。その後彼はこの地域を回り、新兵を増やしつつ、捜索のために派遣された部隊の警察官を殺害した。彼の奇襲の特徴は、襲撃のたびにステーション・ダイアリー（警察署内の記録日誌）に署名し、略奪品の詳細や襲撃の日時を明記して、止められるものなら止めてみろと警察にけしかける、という行動にあった。
イギリス軍が彼の追跡に苦戦したのは、不慣れな地形ということもあるが、人家もまばらな地域の地元民たちが彼らを全く助けようとしなかった、という事情もある。地元民たちはラージュに避難場所や情報を提供するなど、公然と、かつ熱心にラージュを支援した。後年の公式報告によると、丘陵地帯を拠点としながら、反乱軍のコアグループは80～100人程度にまで減少したが、イギリスに対して何か行動を起こすたびにこの数字は劇的な増加を見せた。現地の各村の人々が参画したためである。インド近代史研究者のスミット・サルカールは、ラージュらの部隊が「『およそ2,500平方マイルの地域に散らばる山岳民の大部分の』共感をかちえ、水の中の魚のように自由に動き回った」としている。
1922年9月23日または24日には、ダマラッリのガートを通過する警察隊を高い位置から待ち伏せしてイギリス人将校2人を殺害し、反乱者たちの間でのラージュの評判は確固たるものとなった。ラージュは反乱の最中の地方役人との会合で、「ガンディー氏を高く評価した」が「暴力は必要である」と見なし、「ヨーロッパ人がいつもインド人を引き連れ、彼らに取り囲まれており、そのインド人を殺したくなかったので、ヨーロッパ人を撃つことができなかった」のは残念だったと述べたという。そして実際、この日の待ち伏せでは、インド人の先遣隊をやり過ごしてからイギリス人将校を射殺した。
9月にはさらに2回、警察に対する襲撃に成功した。この時点で、イギリスはラージュが用いるゲリラ戦のスタイルに対して同じように対応する必要があることを認識し、そうした目的のために訓練されたマラバール特別警察のメンバーを召集した。その後、Annavaram、Addateegala、Narsipatnam、Rampachodavaramの警察署でも襲撃が実行された。
襲撃の間、ラージュは信頼できる補佐役のアギー・ラージュによく助けられた。反乱が衰えることなく続くと、やがてアッサム・ライフル部隊の分遣隊が鎮圧に乗り出した。反乱は約2年間続き、国中の有力者たち、そして庶民からも関心を集めた。反乱地域の管轄権限を持っていた、当時の東ゴーダーヴァリとヴィシャーカパトナムの県長官（District Magistrate または District Collector）であったブラッケンとR・T・ラザフォードは、反乱を終わらせラージュを捕らえるため、村々を焼き、作物を破壊し、牛を殺し、女性に乱暴するなど、公正なものから不正なものまであらゆる手段を用いたが、すべて無駄に終わった。
総監代理のJ・R・ヒギンズは、ラージュの首に10,000ルピー、副官のガンタム・ドーラとマラム・ドーラにそれぞれ1,000ルピーの賞金を出すと発表した。ラージュや仲間たちに避難場所を提供した村には罰金が科され、1923年7月には徴収された罰金の合計が5,761ルピーという巨額に上った。また多くの村民が、反乱を支援したとして収監された。イギリス政府は1924年4月、委任者T・G・ラザフォードを派遣し、ラージュとその側近たちの居場所を知るため、人々に暴力と拷問を加えるという残虐な手段に出た。
ラージュは主に平野部で支持を集めていたため、イギリスは丘陵地帯を封鎖し、Peddavalasa、Gudem、Darakondaの各地域に彼の影響力を限定した。それでもラージュは、特に平野部の国民会議派を味方につけようとしたが、彼らはラージュがガンディーの非暴力の原則に反しているという理由で反対し、うまくいかなかった。

### 死
イギリスは2年近くにわたって多大な労力をかけた末、ある村民の寝返りによって、チンタパルの森でラージュを捕らえることに成功した。彼はただちに木に縛り付けられ、1924年5月7日、コユル（Koyyuru）村で銃殺刑に処された。ラージュの墓は、ヴィシャーカパトナム近郊のクリシュナデヴィペタ村にある。なお、副官のガンタム・ドーラは1924年6月6日に殺され、弟のマラム・ドーラは捕まって投獄されたが、後に独立後、インドのローク・サバ―（連邦議会下院）のメンバーとなっている。

## 功績

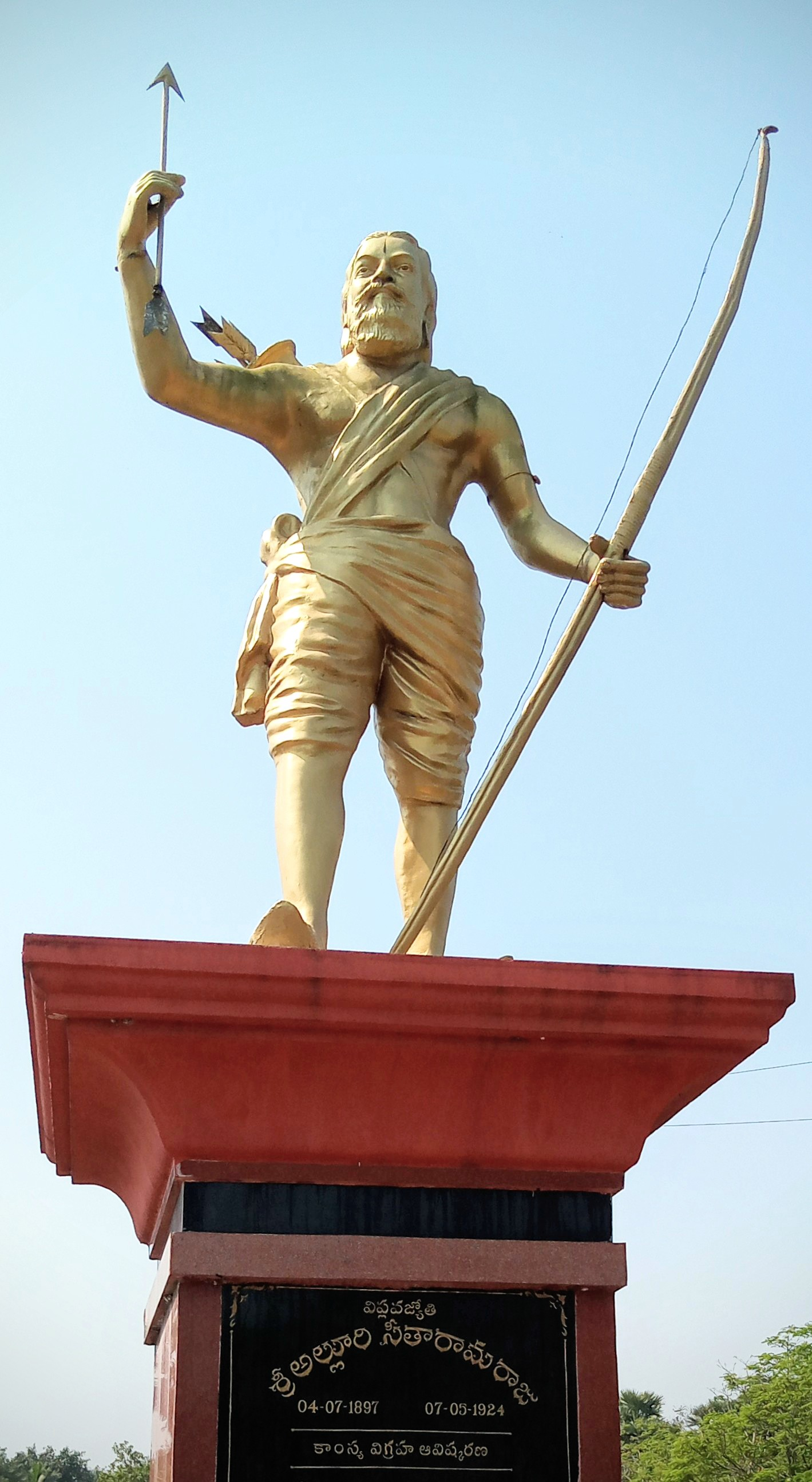
アーンドラ・プラデーシュ州ヴィシャーカパトナムにあるラージュの像

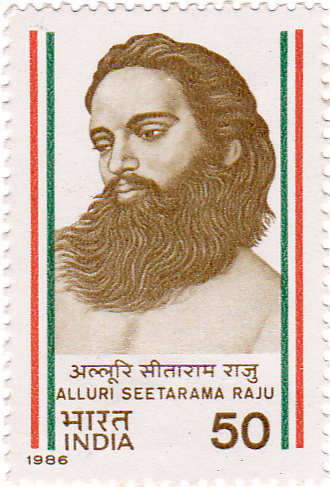
ラージュの記念切手（1986年）

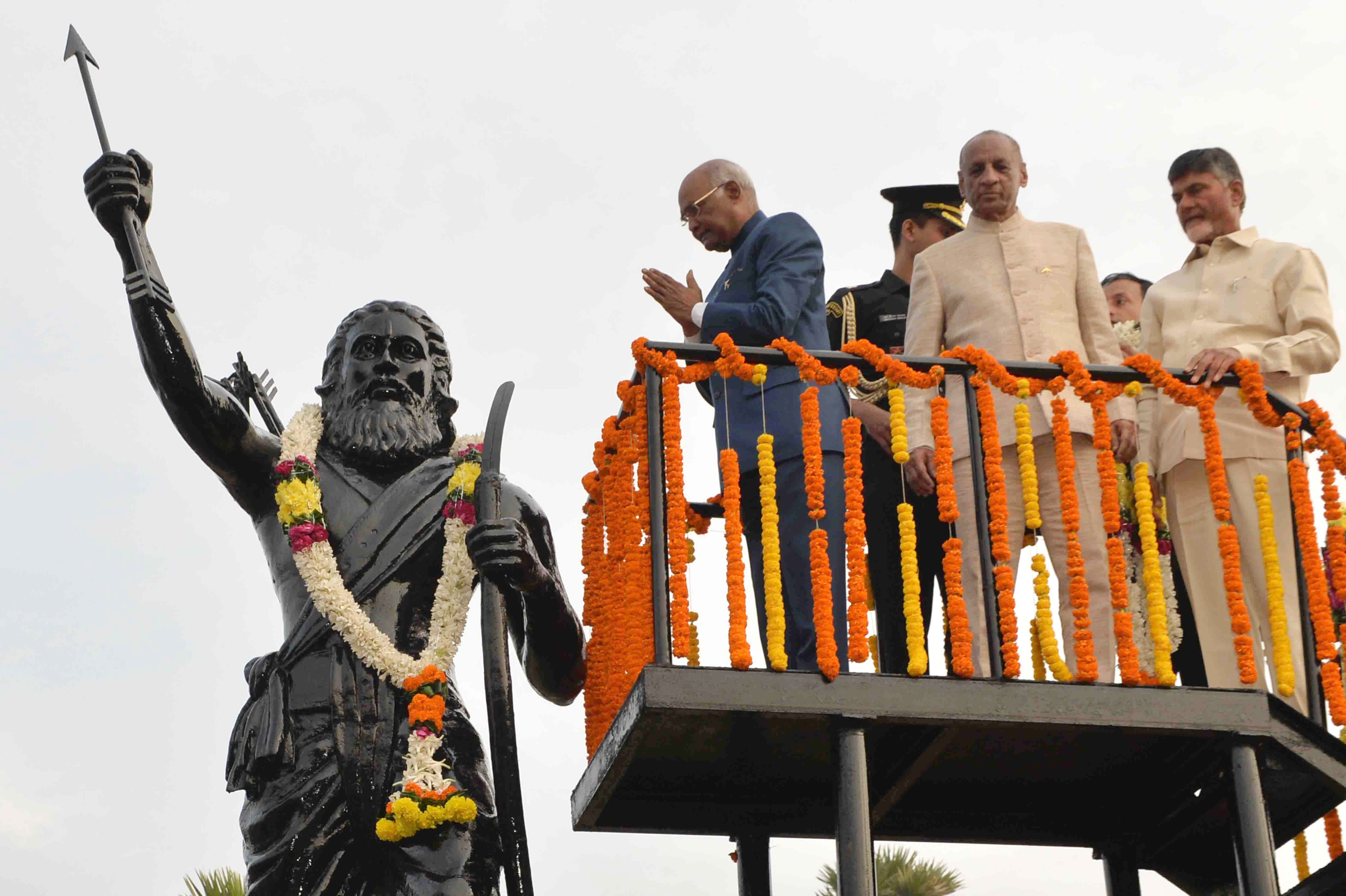
第14代インド大統領ラーム・ナート・コーヴィンドがラージュの像に献花した際の写真

最も強力な帝国の一つを相手取り、国家権力を持たずに武力紛争を繰り広げたラージュの功績は、広く認められている。イギリス政府は、2年近く続いたゲリラ戦における強力な戦術家として彼のことをしぶしぶ認めた。当時、彼を打倒するために400万ルピー以上が費やされたという事実が、それを物語っている。
独立後のインド政府は、多くの人が彼の生誕の地と考えているモガール村で、彼を称える郵便切手を発行した。アーンドラ・プラデーシュ州政府は、ラージュの生涯に関連する場所に記念碑を建てたほか、生き残った弟には政治的恩給を与えた。
独立運動の指導者たちも、ラージュに高い評価を与えている。マハトマ・ガンディーは「彼の武装蜂起は認めないが、その勇気と犠牲には敬意を表する」と、ラージュの生涯に賛辞を手向けた。ジャワハルラール・ネルーは、「ラージュは、五本の指に入るほど数少ない英雄のうちの一人だ」とコメントしている。ネータージ・スバース・チャンドラ・ボースは、ラージュの決意は凄まじいものであり、その比類なき勇気と人々のための犠牲は、彼が歴史に名を残すにふさわしいものだと述べた。
2022年、アーンドラ・プラデーシュ州政府は、旧ヴィシャーカパトナム県からラージュにちなんで名づけられた新しい県「アッルーリ・シータラーマ・ラージュ県」を切り出し、パデルをその県都とした。

## 文化的影響
- 1974 年のテルグ語映画『Alluri Seetarama Raju』は、彼の生涯を描いたものである[35]。俳優のクリシュナが出演している。
- 1986年、インド郵政局は、シリーズ「インドの自由へのたたかい」で彼をフィーチャーした記念切手を発行した[36]。
- アーンドラ・プラデーシュ州政府は、毎年7月4日の彼の誕生日を州の祭りとして祝っている[37]。
- エールールにあるアッルーリ・シータラーマ・ラージュ・クリケットスタジアムは、彼にちなんで名付けられた[38]。
- 2017年10月9日、国会議員のThota NarasimhamとV. Vijayasai Reddyの要請により、インド政府は、革命家としての彼の功績を認め、かつ部族の人々の繁栄のため、インド国会の敷地内に彼の像を設置することを決定した[39]。
- S・S・ラージャマウリ監督のテルグ語映画『RRR』（2022年）は、植民地時代（1920年）のインドでイギリスと戦った2人の反逆者、コムラム・ビームとアッルーリ・シータラーマ・ラージュの生涯をベースとした架空の物語である[40]。ラーム・チャランがラージュの役を演じている。